# Regionen der Elfenbeinküste

Aktuelle Unterteilung in Regionen

Die Regionen der Elfenbeinküste bilden seit dem 28. September 2011 die zweithöchste Verwaltungsebene des westafrikanischen Landes unterhalb der neugeschaffenen Distrikte. Die Regionen teilen sich in 107 Departements und diese wiederum in 197 Gemeinden.

## Verwaltungsgliederung seit 2011

Distrikte der Elfenbeinküste

Die zwölf neben den autonomen Stadtdistrikten Abidjan und Yamoussoukro bestehenden Distrikte sind:
| Distrikt           | Hauptstadt | Regionen                        |
| ------------------ | ---------- | ------------------------------- |
| Bas-Sassandra      | San-Pédro  | Nawa, San-Pédro, Gbôklé         |
| Comoé              | Abengourou | Indénié-Djuablin, Sud-Comoé     |
| Denguélé           | Odienné    | Folon, Kabadougou               |
| Gôh-Djiboua        | Gagnoa     | Gôh, Lôh-Djiboua                |
| Lacs               | Dimbokro   | N’Zi, Iffou, Bélier, Moronou    |
| Lagunes            | Dabou      | Agnéby-Tiassa, Mé, Grands Ponts |
| Montagnes          | Man        | Tonkpi, Cavally, Guémon         |
| Sassandra-Marahoué | Daloa      | Haut-Sassandra, Marahoué        |
| Savanes            | Korhogo    | Poro, Tchologo, Bagoué          |
| Vallée du Bandama  | Bouaké     | Hambol, Gbêkê                   |
| Woroba             | Séguéla    | Béré, Bafing, Worodougou        |
| Zanzan             | Bondoukou  | Bounkani, Gontougou             |

## Verwaltungsgliederung 2000–2011

Die 19 Regionen der Elfenbeinküste zwischen 2000 und 2011

Am 12. Juli 2000 waren die 58 nach französischem Vorbild geschaffenen Departements in 19 Regionen geordnet worden. Dies waren (in Klammern die Hauptstadt, Departements Stand 2011):
| Region             | Hauptstadt   | ISO-Code | Departements                                                                    |
| ------------------ | ------------ | -------- | ------------------------------------------------------------------------------- |
| Agnéby             | Agboville    | CI-16    | Adzopé, Akoupé, Agboville, Yakassé-Attobrou                                     |
| Bafing             | Touba        | CI-17    | Koro, Touba                                                                     |
| Bas-Sassandra      | San-Pédro    | CI-09    | Guéyo, San-Pédro, Sassandra, Soubré, Tabou                                      |
| Denguélé           | Odienné      | CI-10    | Madinani, Minignan, Odienné                                                     |
| Dix-Huit Montagnes | Man          | CI-06    | Bangol, Biankouma, Danané, Kouibly, Man, Zouan-Hounien                          |
| Fromager           | Gagnoa       | CI-18    | Gagnoa, Oumé                                                                    |
| Haut-Sassandra     | Daloa        | CI-02    | Daloa, Issia, Vavoua, Zoukougbeu                                                |
| Lacs               | Yamoussoukro | CI-07    | Attiégouakro, Didiévi, Tiébissou, Toumodi, Yamoussoukro                         |
| Lagunes            | Abidjan      | CI-01    | Abidjan, Alépé, Dabou, Grand-Lahou, Jacqueville, Sikensi, Tiassalé              |
| Marahoué           | Bouaflé      | CI-12    | Bouaflé, Sinfra, Zuénoula                                                       |
| Moyen-Cavally      | Guiglo       | CI-19    | Bloléquin, Duékoué, Guiglo, Toulépleu                                           |
| Moyen-Comoé        | Abengourou   | CI-05    | Abengourou, Agnibilékrou, Bettié                                                |
| N’zi-Comoé         | Dimbokro     | CI-11    | Bocanda, Bongouanou, Daoukro, Dimbokro, Mbahiakro, Prikro                       |
| Savanes            | Korhogo      | CI-03    | Boundiali, Ferkessédougo, Korhogo, Kouto, Ouangolodougou, Sinématiali, Tengréla |
| Sud-Bandama        | Divo         | CI-15    | Div, Fresco, Lakota                                                             |
| Sud-Comoé          | Aboisso      | CI-13    | Aboisso, Adiaké, Grand-Bassam, Tiapoum                                          |
| Vallée du Bandama  | Bouaké       | CI-04    | Béoumi, Botro, Bouaké, Dabakala, Katiola, Sakassou                              |
| Worodougou         | Séguéla      | CI-14    | Kounahiri, Mankono, Séguéla                                                     |
| Zanzan             | Bondoukou    | CI-08    | Bondoukou, Bouna, Koun-Fao, Nassian, Tanda                                      |